# Heterochelus arthriticus
Heterochelus arthriticus är en skalbaggsart som beskrevs av Fabricius 1781. Heterochelus arthriticus ingår i släktet Heterochelus och familjen Melolonthidae. Inga underarter finns listade i Catalogue of Life.